# Dům U dvou arciknížat
Dům U dvou arciknížat, alternativně také dům U dvou arcivévodů, lidově také nazýván U dvou princů, je měšťanský dům a jedna z dominant náměstí Krále Jiřího z Poděbrad v Chebu. Současná podoba fasády honosného nárožního domu je barokní z 2. poloviny 18. století, je bohatě štukovaná. V 1. patře se nachází výrazný šestiboký arkýř a vedle něj medailonek s portrétem dvou šlechticů.
Současný stav domu s odbouraným zadním traktem a prodejnami v přízemí je ovlivněn i slohy 20. století.

## Historie
Dům je nejstarším chebským zájezdním hostincem. Od roku 1531 (ještě pod názvem U Černého koníčka) hostil řadu významných osobností, například roku 1547 zde před svou korunovací císařem přespal český král Ferdinand I. Dobrotivý s oběma svými syny, arcivévodou Maxmiliánem II. (pozdější císař) a Ferdinandem (později zemský vévoda v Tyrolsku).
Reliéf, podle něhož vznikl název domu pochází z roku 1806. Tři roky předtím zde byli ubytováni rakouští arcivévodové Johann a Ludwig. S jejich svolením pak vznikl výrazný reliéf na fasádě. Později byl dům přejmenován na Hotel na náměstí a roku 1926 ukončil provoz. Na tradici navázala v 60. letech restaurace U krále Jiřího.